# Treffaswagen
De Treffaswagen was een bijzonder Duits prototype voor een "big wheel"-tank en werd ontwikkeld in de Eerste Wereldoorlog. Eén prototype werd gebouwd, welke in 1917 gesloopt werd. Het model werd gebouwd als concurrentie voor de A7V. De A7V kreeg de voorkeur.

## Ontwikkelingsgeschiedenis
In 1916 kwam er vanuit de Heer (Duitse legerleiding) vraag naar tanks, naar aanleiding van de Britse introductie van de Mark I. Het model mocht niet onderdoen voor de Britse tank. De opdracht voor de ontwikkeling en productie werd gegeven aan de firma Hansa-Lloyd uit Bremen. Het ontwerp werd gebaseerd op de layout van een tractor, maar dan achterstevoren. Zij grepen hiermee terug naar de basis van de vroege “big wheel”-landschepen. Dit waren enkel concepten en bedacht door de Brit sir William John Kelly in 1915. Er werd voor dit model gekozen, zodat de bemanning relatief goed beschermd was. Een gevolg was wel dat het model erg groot uitviel. Het chassis was erg ingewikkeld, zodat het lastig te produceren viel. Een vergelijkbaar probleem werd gesignaleerd bij de Amerikaanse stoomtanks welke gebouwd werden door de firma Holt. Het model was het enige “Groot Wiel” model dat door de Duitsers ontwikkeld werd. Het stak technisch, maar ook op het gebied van eigenschappen boven andere ontwerpen uit.

## Ontwerp
De twee grote stalen wielen hadden een diameter van 3,35 meter. Als motor werd er gekozen voor een Ricardo benzinemotor met 105pk. Hiermee werd een maximale snelheid bereikt van 5 km/u. Het maximale bereik was vanwege een kleine brandstoftank slechts 25 km. Men verwachtte echter niet dat de tank langere afstanden zou afleggen op één dag. De motor was gelegen in de staart. De besturing werd geregeld door de achterste kleine wielen. De bewapening bestond uit een Belgisch 57mm Nordenfeld kanon, de A7V gebruikte hetzelfde kanon. Een andere optie waren twee Mauser anti-tank geweren. Secundair beschikte men over twee 7.62 machinegeweren, gemonteerd aan de zijkant van het voertuig. Deze waren speciaal bedoeld om in de lengte van loopgraven te kunnen schieten. De bemanning bestond uit vier personen; Bestuurder, commandant, schutter en lader. In het geval van twee anti-tank geweren diende de lader ook als schutter. Het overzicht voor de bestuurder was beperkt vanwege de grote wielen. De bemanning kon de tank in door een luik aan de bovenkant. De tank had uiteindelijk een gewicht van 18 ton.

## Bouw
Op 1 februari 1917 was het model gereed en werd het tot het einde van maart getest. De rijeigenschappen bleken beperkt. Ook was men niet onder de indruk van de vuurkracht die amper beter was als die van een normale pantserwagen. Men besloot om de A7V verder te ontwikkelen en dit project te stoppen. Het model werd uiteindelijk gesloopt in oktober 1917, zodat het staal hergebruikt kon worden.
A7V · A7V-U · Leichter Kampfwagen I · K-Wagen · Treffaswagen